# Vysokaje
Vysokaje (belarusiska: Высокае) är en stad i Belarus.   Den ligger i länet Brests voblast, i den västra delen av landet, 300 km sydväst om huvudstaden Mіnsk. Vysokaje ligger 151 meter över havet och antalet invånare är 5 164.

## Natur och klimat
Terrängen runt Vysokaje är mycket platt. Runt Vysokaje är det ganska glesbefolkat, med 25 invånare per kvadratkilometer.. Det finns inga andra samhällen i närheten.
Trakten runt Vysokaje består till största delen av jordbruksmark. Inlandsklimat råder i trakten. Årsmedeltemperaturen i trakten är 6 °C. Den varmaste månaden är juli, då medeltemperaturen är 20 °C, och den kallaste är januari, med −10 °C.